# Guiana nos Jogos Sul-Americanos de 2018
A Guiana participou dos Jogos Sul-Americanos de 2018 em Cochabamba, Bolívia. Foi a sexta participação da Guiana nos Jogos Sul-Americanos.

## Medalhas
| Atleta          | Esporte   | Prova                             | Medalha |
| --------------- | --------- | --------------------------------- | ------- |
| Leslain Baird   | Atletismo | Lançamento de dardo masculino     | Prata   |
| Winston George  | Atletismo | 400 metros masculino              | Bronze  |
| Jenea McCammon  | Atletismo | 100 metros com barreiras feminino | Bronze  |
| Keevin Allicock | Boxe      | Peso galo masculino               | Bronze  |
| Colin Lewis     | Boxe      | Peso meio-médio-ligeiro masculino | Bronze  |

## Desempenho

### Atletismo
Masculino
| Atleta         | Evento              | Primeira fase | Primeira fase | Final       | Final             |
| Atleta         | Evento              | Resultado     | Pos.          | Resultado   | Pos.              |
| -------------- | ------------------- | ------------- | ------------- | ----------- | ----------------- |
| Akeem Stewart  | 100 metros          | 10,52         | 4º            | Não avançou | 11º               |
| Akeem Stewart  | 200 metros          | 21,30         | 5º            | Não avançou | 10º               |
| Winston George | 200 metros          | 20,66         | 3º            | 20,55       | 5º                |
| Winston George | 400 metros          | 46,70         | 1º            | 45,67       | Medalha de bronze |
| Leslain Baird  | Lançamento de dardo | —             | —             | 78,65       | Medalha de prata  |

Feminino
| Atleta         | Evento                   | Primeira fase | Primeira fase | Final     | Final             |
| Atleta         | Evento                   | Resultado     | Pos.          | Resultado | Pos.              |
| -------------- | ------------------------ | ------------- | ------------- | --------- | ----------------- |
| Jenea McCammon | 100 metros com barreiras | 13,43         | 2º            | 13,39     | Medalha de bronze |

### Badminton
Masculino
| Atleta           | Evento  | Primeira rodada      | Oitavas de final     | Quartas de final     | Semifinal            | Final                |
| Atleta           | Evento  | Adversário resultado | Adversário resultado | Adversário resultado | Adversário resultado | Adversário resultado |
| ---------------- | ------- | -------------------- | -------------------- | -------------------- | -------------------- | -------------------- |
| Narayan Ramdhani | Simples | VEN J. Lamas D 0-2   | Não avançou          | Não avançou          | Não avançou          | Não avançou          |

### Boxe
Masculino
| Atleta          | Evento | Oitavas              | Quartas              | Semifinais               | Final                | Final             |
| Atleta          | Evento | Adversário resultado | Adversário resultado | Adversário resultado     | Adversário resultado | Pos.              |
| --------------- | ------ | -------------------- | -------------------- | ------------------------ | -------------------- | ----------------- |
| Keevin Allicock | -56 kg | Bye                  | URU L. García V 3-2  | ARG C. Alanis D 0-5      | Não avançou          | Medalha de bronze |
| Colin Lewis     | -64 kg | —                    | VEN C. Medina V 3-2  | COL J. Agudelo D 0-(RSC) | Não avançou          | Medalha de bronze |

### Tênis de mesa
Masculino
| Atleta         | Evento     | Fase de Grupos       | Fase de Grupos       | Fase de Grupos       | Fase de Grupos | Oitavas de final     | Quartas de final     | Semifinal            | Final                | Final |
| Atleta         | Evento     | Adversário resultado | Adversário resultado | Adversário resultado | Pos.           | Adversário resultado | Adversário resultado | Adversário resultado | Adversário resultado | Pos.  |
| -------------- | ---------- | -------------------- | -------------------- | -------------------- | -------------- | -------------------- | -------------------- | -------------------- | -------------------- | ----- |
| Shemar Britton | Individual | BRA E. Jouti D 2-3   | BOL J. Ortiz D 1-3   | PER A. Arévalo D 1-3 | 4º             | Não avançou          | Não avançou          | Não avançou          | Não avançou          | 25º   |

Feminino
| Atleta                                        | Evento     | Fase de Grupos             | Fase de Grupos       | Fase de Grupos       | Fase de Grupos | Oitavas de final                         | Quartas de final     | Semifinal            | Final                | Final |
| Atleta                                        | Evento     | Adversário resultado       | Adversário resultado | Adversário resultado | Pos.           | Adversário resultado                     | Adversário resultado | Adversário resultado | Adversário resultado | Pos.  |
| --------------------------------------------- | ---------- | -------------------------- | -------------------- | -------------------- | -------------- | ---------------------------------------- | -------------------- | -------------------- | -------------------- | ----- |
| Natalie Cummings                              | Individual | Bye                        | BRA J. Yamada D 0-3  | CHI P. Magaña D 0-3  | 3º             | Não avançou                              | Não avançou          | Não avançou          | Não avançou          | 31º   |
| Chelsea Edghill                               | Individual | BOL A. Choquecallata D 3-0 | BRA L. Gui D 1-3     | COL M. Ocampo V 3-2  | 2º             | PER A. Rios D 2-4                        | Não avançou          | Não avançou          | Não avançou          | 9º    |
| Trenace Lowe                                  | Individual | COL M. Rivadeneira D 3-0   | CHI D. Gómez D 0-3   | BOL M. Vargas V 3-0  | 2º             | BRA L. Gui D 0-4                         | Não avançou          | Não avançou          | Não avançou          | 9º    |
| Chelsea Edghill Trenace Lowe                  | Duplas     | —                          | —                    | —                    | —              | BOL A. Choquecallata BOL M. García D 0-3 | Não avançou          | Não avançou          | Não avançou          | 9º    |
| Natalie Cummings Chelsea Edghill Trenace Lowe | Equipes    | —                          | —                    | —                    | —              | —                                        | COL Colômbia D 0-3   | Não avançou          | Não avançou          | 5º    |

Misto
| Atleta                         | Evento | Primeira rodada                  | Oitavas de final               | Quartas de final     | Semifinal            | Final                | Final |
| Atleta                         | Evento | Adversário resultado             | Adversário resultado           | Adversário resultado | Adversário resultado | Adversário resultado | Pos.  |
| ------------------------------ | ------ | -------------------------------- | ------------------------------ | -------------------- | -------------------- | -------------------- | ----- |
| Chelsea Edghill Shemar Britton | Duplas | BOL J. Ortiz BOL M. García V 3-1 | CHI D. Gómez CHI F. Jara D 0-3 | Não avançou          | Não avançou          | Não avançou          | 9º    |